# Nise daigakusei
Nise daigakusei ("Il falso studente") è un film del 1960, diretto da Yasuzō Masumura